# Никола Иванов – Шаната
Никола Стаменков Иванов – Шаната е български художник и оперен певец.

## Биография
Никола Иванов е роден на 30 август 1897 г. в Кюстендил. Завършва гимназия в родния си град през 1916 г. Участва в оперетата „Малката кибритопродавачка“ (диригент П. Казанджиев). Получава прозвишето „Шаната“ (от фр. chanter – пея). Учи пеене в Консерваторията в Берлин, Германия (1921 – 1925). След завръщането си в България постъпва в Софийската народна опера. Става ученик на музикалния педагог Иван Вулпе.
През 1931 г. завършва Художествената академия – София, специалност живопис. Работи като учител по рисуване в с. Бобошево, Кюстендилско(1933), с. Райково, днес квартал на гр. Смолян (1934 – 1945), II мъжка гимназия и 53-то политехническо училище в София (1945 – 1954).
Изявява се в областта на пейзажа и портрета. През 1962 г. в Кюстендил е открита негова изложба (посмъртно). Негови произведения се намират в Картинната галерия – Смолян, Националната художествена галерия и Художествената галерия „Владимир Димитров-Майстора“. Значителна част от творбите му са притежание на частни сбирки и колекции.